# A Man's Man (film fra 1918)
A Man's Man er en amerikansk stumfilm fra 1918 af Oscar Apfel.

## Medvirkende
- J. Warren Kerrigan - John Stuart Webster
- Lois Wilson - Dolores Ruey
- Kenneth Harlan - Billy Geary
- Edward Coxen - John Cafferty
- Ida Lewis - Jenks